# Panneau immobilier

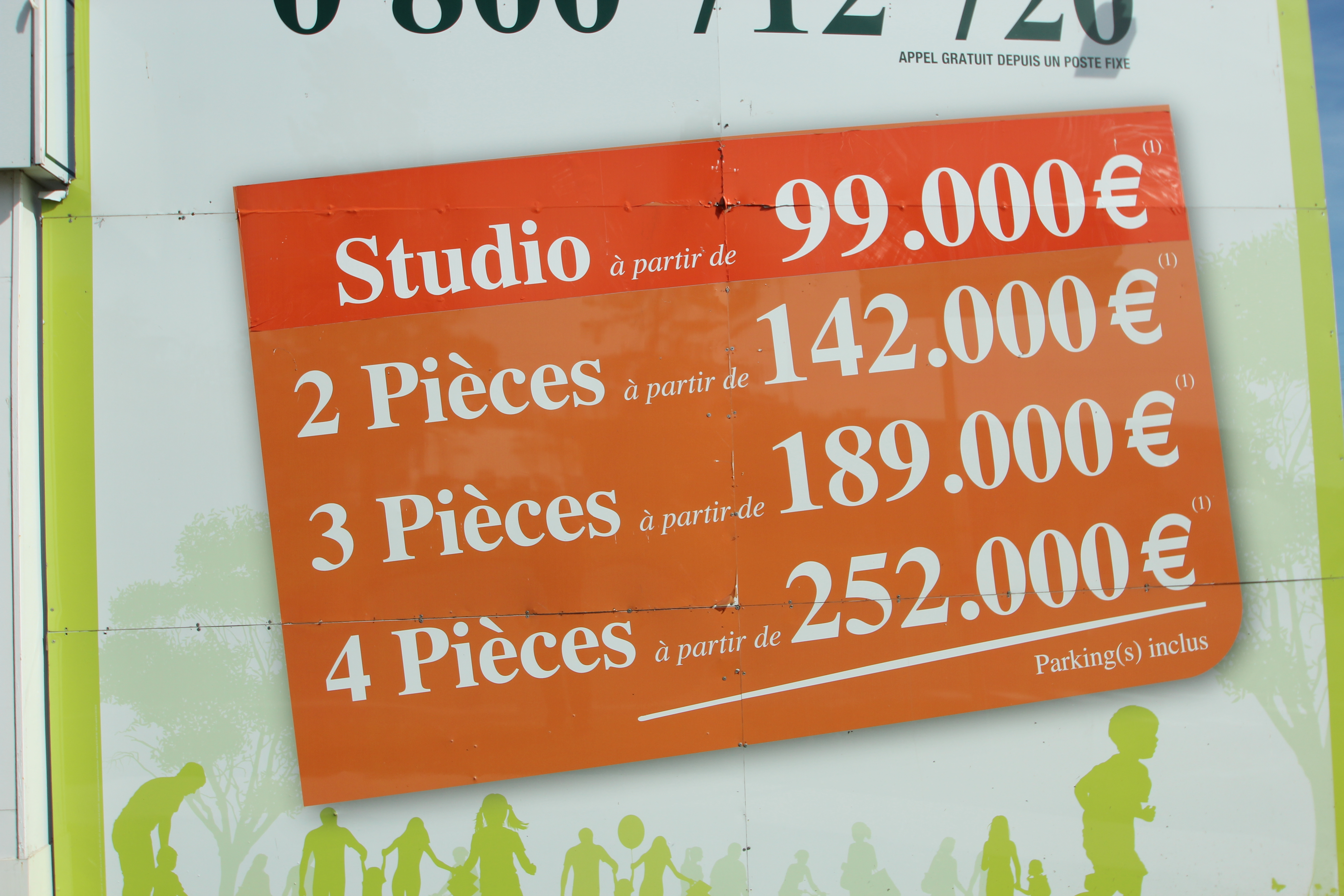
Exemple de panneau immobilier

Le panneau immobilier est un support publicitaire ou informatif apposé sur un bien immobilier et censé être visible de la rue. Il est destiné à informer les prospects de la commercialisation du bien (vente ou location) ou de l'état d'avancement de la transaction (panneau « vendu »).
Il ne faut pas le confondre avec le panneau de chantier qui sert à signaler l'obtention d'un permis de construire ou à faire la promotion d'un immeuble dans sa phase de développement.

## Les utilisateurs
Particulièrement apprécié par certaines agences immobilières, le panneau immobilier peut aussi être utilisé pour faciliter les transactions immobilières entre particuliers.
Les promoteurs eux aussi utilisent des panneaux pour signaler de futurs projets, mais ceux-ci sont plus grands. Il arrive d'ailleurs souvent que ceux-ci utilisent de panneaux « 4 x 3 » (4 mètres sur 3 mètres).

## Aspect des panneaux
Même si le format est libre, le panneau immobilier traditionnel a un format de 80 cm x 60 cm ; toutefois la concurrence entre les agences immobilières les incite à faire réaliser des panneaux de plus en plus grands et de plus en plus originaux.
Le matériau le plus souvent utilisé est le polypropylène alvéolaire pour sa légèreté et sa résistance. Quant aux particuliers, ils utilisent ce qu'ils ont sous la main, souvent les planches de contreplaqué.
L'akilux peut avoir plusieurs épaisseurs en fonction de son utilisation et de la durée de vie prévue. Pour des affichages ne dépassant pas les 6 mois en extérieur, des panneaux en 3mm sont préconisés ; pour des affichages plus longs (1 à 2 ans) une épaisseur de 3,5mm conviendra ; Pour des chantiers de plusieurs années l'akylux 10mm d'épaisseur sera le plus conseillé.